# Campionato europeo maschile di pallacanestro Under-22 1996
Il 3º Campionato Europeo maschile Under-22 di Pallacanestro FIBA (noto anche come FIBA EuroBasket Under-22 1996) si è svolto in Turchia dal 30 giugno al 7 luglio 1996.

## Risultati

### Prima fase a gruppi

#### Gruppo A
| Team           | V - P | PF - PS   | Pt |
| -------------- | ----- | --------- | -- |
| 1. Lituania    | 4 - 1 | 423 - 361 | 9  |
| 2. Spagna      | 4 - 1 | 396 - 351 | 9  |
| 3. Slovenia    | 3 - 2 | 349 - 335 | 8  |
| 4. Grecia      | 2 - 3 | 376 - 372 | 7  |
| 5. Israele     | 2 - 3 | 358 - 413 | 7  |
| 6. Bielorussia | 0 - 5 | 329 - 399 | 5  |

#### Gruppo B
| Team          | V - P | PF - PS   | Pt |
| ------------- | ----- | --------- | -- |
| 1. Jugoslavia | 4 - 1 | 369 - 338 | 9  |
| 2. Turchia    | 3 - 2 | 346 - 297 | 8  |
| 3. Russia     | 3 - 2 | 376 - 362 | 8  |
| 4. Italia     | 2 - 3 | 350 - 376 | 7  |
| 5. Francia    | 2 - 3 | 347 - 359 | 7  |
| 6. Belgio     | 1 - 4 | 352 - 408 | 6  |

### Fase ad eliminazione diretta

#### Tabellone gare 9º - 12º posto
|  | Playoffs    | Playoffs    | Playoffs |         |             | Nono posto       | Nono posto       | Nono posto       |  |
|  |             |             |          |         |             |                  |                  |                  |  |
|  | Francia     | Francia     | 71       |         |             |                  |                  |                  |  |
|  | Francia     | Francia     | 71       |         |             |                  |                  |                  |  |
|  | Bielorussia | Bielorussia | 104      |         |             |                  |                  |                  |  |
|  | Bielorussia | Bielorussia | 104      |         | Bielorussia | Bielorussia      | 84               |                  |  |
|  |             |             |          |         | Bielorussia | Bielorussia      | 84               |                  |  |
|  |             |             | Israele  | Israele | 92          |                  |                  |                  |  |
|  | Israele     | Israele     | Israele  | Israele | 92          | 95               |                  |                  |  |
|  | Israele     | Israele     |          |         |             | 95               |                  |                  |  |
|  | Belgio      | Belgio      | 80       |         |             | Undicesimo posto | Undicesimo posto | Undicesimo posto |  |
|  | Belgio      | Belgio      | 80       |         |             |                  |                  |                  |  |
|  |             |             |          |         |             |                  |                  |                  |  |
|  |             |             |          |         |             | Francia          | Francia          | 103              |  |
|  |             |             |          |         |             | Francia          | Francia          | 103              |  |
|  |             |             |          |         |             | Belgio           | Belgio           | 75               |  |

#### Tabellone gare 5º - 8º posto
|  | Playoffs | Playoffs | Playoffs |        |        | Quinto posto  | Quinto posto  | Quinto posto  |  |
|  |          |          |          |        |        |               |               |               |  |
|  | Grecia   | Grecia   | 81       |        |        |               |               |               |  |
|  | Grecia   | Grecia   | 81       |        |        |               |               |               |  |
|  | Russia   | Russia   | 80       |        |        |               |               |               |  |
|  | Russia   | Russia   | 80       |        | Grecia | Grecia        | 80            |               |  |
|  |          |          |          |        | Grecia | Grecia        | 80            |               |  |
|  |          |          | Italia   | Italia | 86     |               |               |               |  |
|  | Italia   | Italia   | Italia   | Italia | 86     | 71            |               |               |  |
|  | Italia   | Italia   |          |        |        | 71            |               |               |  |
|  | Slovenia | Slovenia | 69       |        |        | Settimo posto | Settimo posto | Settimo posto |  |
|  | Slovenia | Slovenia | 69       |        |        |               |               |               |  |
|  |          |          |          |        |        |               |               |               |  |
|  |          |          |          |        |        | Russia        | Russia        | 79            |  |
|  |          |          |          |        |        | Russia        | Russia        | 79            |  |
|  |          |          |          |        |        | Slovenia      | Slovenia      | 83            |  |

#### Tabellone finale
|  | Semifinali | Semifinali | Semifinali |          |        | Terzo posto | Terzo posto | Terzo posto |  |
|  |            |            |            |          |        |             |             |             |  |
|  | Spagna     | Spagna     | 69         |          |        |             |             |             |  |
|  | Spagna     | Spagna     | 69         |          |        |             |             |             |  |
|  | Jugoslavia | Jugoslavia | 66         |          |        |             |             |             |  |
|  | Jugoslavia | Jugoslavia | 66         |          | Spagna | Spagna      | 81          |             |  |
|  |            |            |            |          | Spagna | Spagna      | 81          |             |  |
|  |            |            | Lituania   | Lituania | 85     |             |             |             |  |
|  | Turchia    | Turchia    | Lituania   | Lituania | 85     | 74          |             |             |  |
|  | Turchia    | Turchia    |            |          |        | 74          |             |             |  |
|  | Lituania   | Lituania   | 84         |          |        | Finale      | Finale      | Finale      |  |
|  | Lituania   | Lituania   | 84         |          |        |             |             |             |  |
|  |            |            |            |          |        |             |             |             |  |
|  |            |            |            |          |        | Jugoslavia  | Jugoslavia  | 67          |  |
|  |            |            |            |          |        | Jugoslavia  | Jugoslavia  | 67          |  |
|  |            |            |            |          |        | Turchia     | Turchia     | 62          |  |

## Classifica finale
| Campione d'Europa | Campione d'Europa | Campione d'Europa |
| --- | ----------------- | --- |
| Lituania under 224 Masiulis, 5 Jocys, 6 Karlikanovas, 7 Timinskas, 8 Šeštokas, 9 Petraitis, 10 Marčiulionis, 11 Adomaitis, 12 Aidietis, 13 Jasikevičius, 14 Jurkūnas, 15 Praškevičius, All. Vadimas Rodastevas |                   | |
| Argento | Spagna            | Spagna under 224 Hernández, 5 Vázquez, 6 Dueñas, 7 Moraga, 8 Sánchez, 9 Guillén, 10 Peral, 11 Rodríguez, 12 Biota, 13 Rodilla, 14 de la Fuente, 15 Moya, All. Gustavo Aranzana                  |
| Bronzo | Jugoslavia        | Jugoslavia under 204 Šćepanović, 5 Brkić, 6 Lukovski, 7 Karadžić, 8 Drobnjak, 9 Đurić, 10 Bolić, 11 Lazarević, 12 Jestratijević, 13 Marković, 14 Mišković, 15 Stanojević, All. Rajko Toroman    |
| 4. | Turchia           | Turchia under 224 Bibo, 5 Sancar, 6 Tunçeri, 7 Türkcan, 8 Tekinalp, 9 Üçoklar, 10 Kutluay, 11 Erden, 12 Beşok, 13 Öztaş, 14 Yılmaz, 15 Sezgin, All. Mehmet Koray                                |
| 5. | Italia            | Italia under 224 Rossi, 5 Burini, 6 Gironi, 7 Basile, 8 Muzio, 9 Gamba, 10 Tonolli, 11 Marconato, 12 Soragna, 13 Antinori, 14 Monti, 15 Galanda, All. -                                         |
| 6. | Grecia            | Grecia under 224 Kikilias, 5 Vetoulas, 6 Liadelīs, 7 Giannouzakos, 8 Kalaitzīs, 9 Chatzīs, 10 Flōros, 11 Giannoulīs, 12 Despos, 13 Karagkoutīs, 14 Rentzias, 15 Kakiouzīs, All. Vaggelīs Naidos |
| 7. | Slovenia          | Slovenia under 224 Thaler, 6 Nachbar, 7 Rituper, 8 Šporar, 9 Jagodnik, 10 Duščak, 11 Tušek, 12 Milič, 13 Hafnar, 14 Drobnjak, 15 Nesterovič, All. Andrej Urlep                                  |
| 8. | Russia            | Russia under 224 Petrenko, 5 Tatarovič, 6 Konovalov, 7 Garčin, 8 Domani, 9 Morgunov, 10 Ten, 11 Pašutin, 12 Laletin, 13 Janočko, 14 Avleev, 15 Čikalkin, All. Vladimir Zhabkovskij              |
| 9. | Israele           | Israele under 224 Eyal, 5 Markovich, 6 Cohen, 7 Dotan, 8 Stein, 9 Tapiro, 10 Kattash, 11 Aloush, 12 Shelef, 13 Revah, 14 Saffar, 15 Dadon, All. Pini Gershon                                    |
| 10. | Bielorussia       | Bielorussia under 224 Baidakou, 5 Kojenets, 6 Pyntsikau, 7 Kuzmin, 8 Kuchinski, 9 Koul, 10 Charko, 11 Korchuk, 12 Podoliantchik, 15 Zyskunov, All. -                                            |
| 11. | Francia           | Francia under 224 Kraidy, 5 Perrier-David, 6 Cavelier, 7 Julian, 8 Mériguet, 9 Digbeu, 10 Ouldyassia, 11 Florenson, 12 Laure, 13 Dubos, 14 Koenig, 15 Weis, All. Stéphane Pinault               |
| 12. | Belgio            | Belgio under 224 Desaever, 5 Terclavers, 6 Rasquin, 7 Matten, 8 Van Haele, 9 Marnette, 10 Ourguis, 11 Van Daele, 12 Kalut, 13 Van Dorpe, 14 Dupont, 15 Buja, All. Grégoire Janot                |